# 佐洛伊什特万德
佐洛伊什特万德，是匈牙利佐洛州所辖的一个村，总面积10.80平方公里，总人口368，人口密度34.1人/平方公里（2010年1月1日）。